# Livet-et-Gavet
Livet-et-Gavet est une commune française située dans le département de l'Isère, en région Auvergne-Rhône-Alpes, au sud de Grenoble.

## Géographie

### Situation et description
Livet-et-Gavet est situé en Oisans sur la Romanche à mi-distance entre Grenoble et les stations de sports d'hiver de l'Alpe d'Huez et des Deux Alpes (25 km). La commune est également à mi-distance entre Vizille et le Bourg-d'Oisans (environ 15 km).
La commune est située entre la chaîne de Belledonne et le massif du Taillefer, et est desservie par la route départementale 1091 (ex-RN 91).
Le territoire communal possède une dénivellation importante entre la vallée de la Romanche (366 à 709 m d'altitude) et les sommets de Belledonne (2 741 m à la Grande Lauzière) et du Taillefer (2 792 m près du sommet du Taillefer). Les pentes des versants sont fortes et des pentes de plus de 45° sur 1 000 mètres de dénivelé existent des deux côtés de la Romanche.
Le lac du Poursollet et son village situé à 1 649 m d'altitude, font partie de la section Gavet-Clavaux de la commune de Livet-et-Gavet et offrent de nombreux départs de randonnées dans un environnement naturel sensible et préservé.

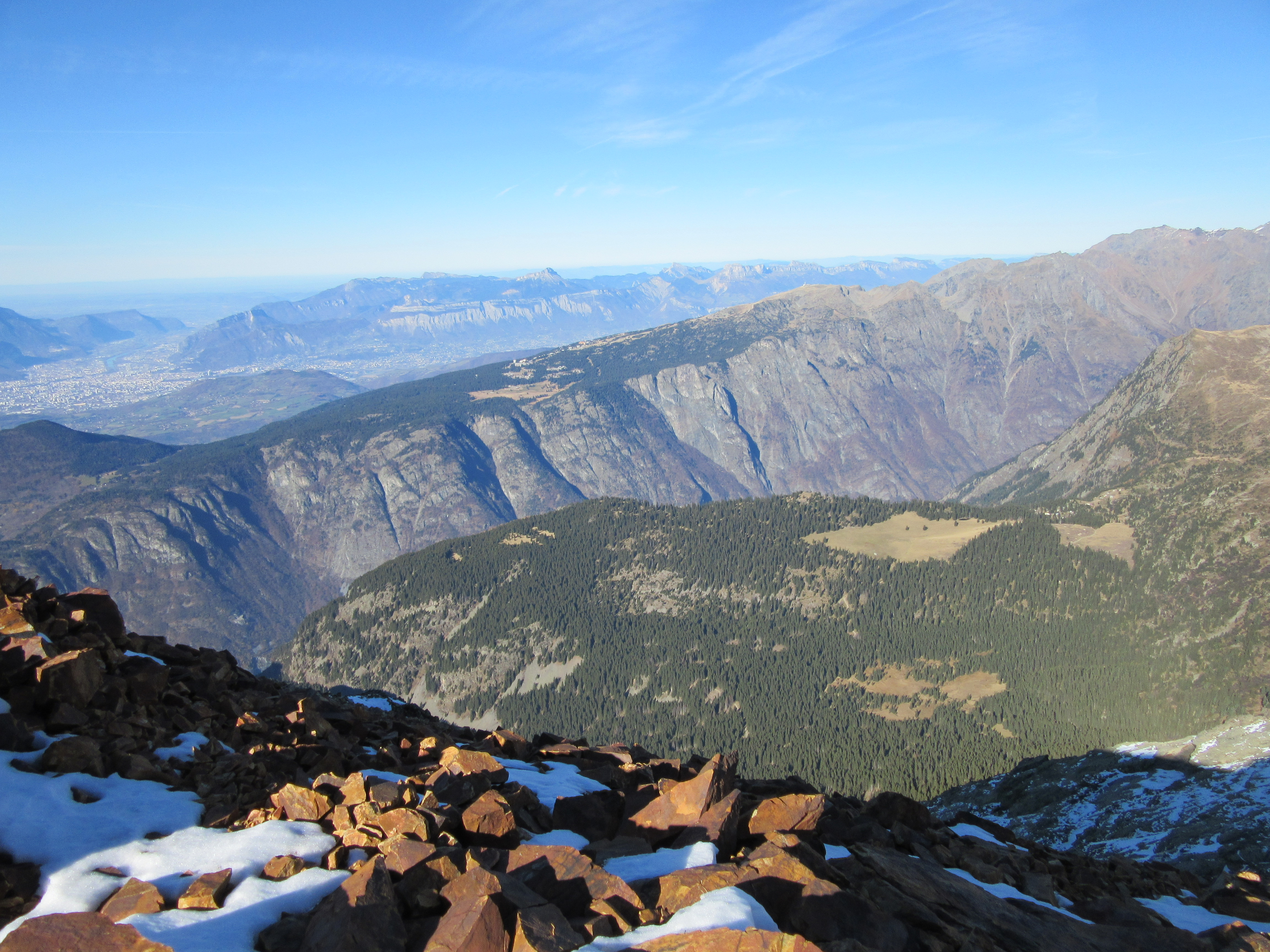
Vue du plateau du Poursollet depuis le petit Taillefer. La commune de Livet-et-Gavet s'arrête en haut du versant rocheux du plateau de Chamrousse.
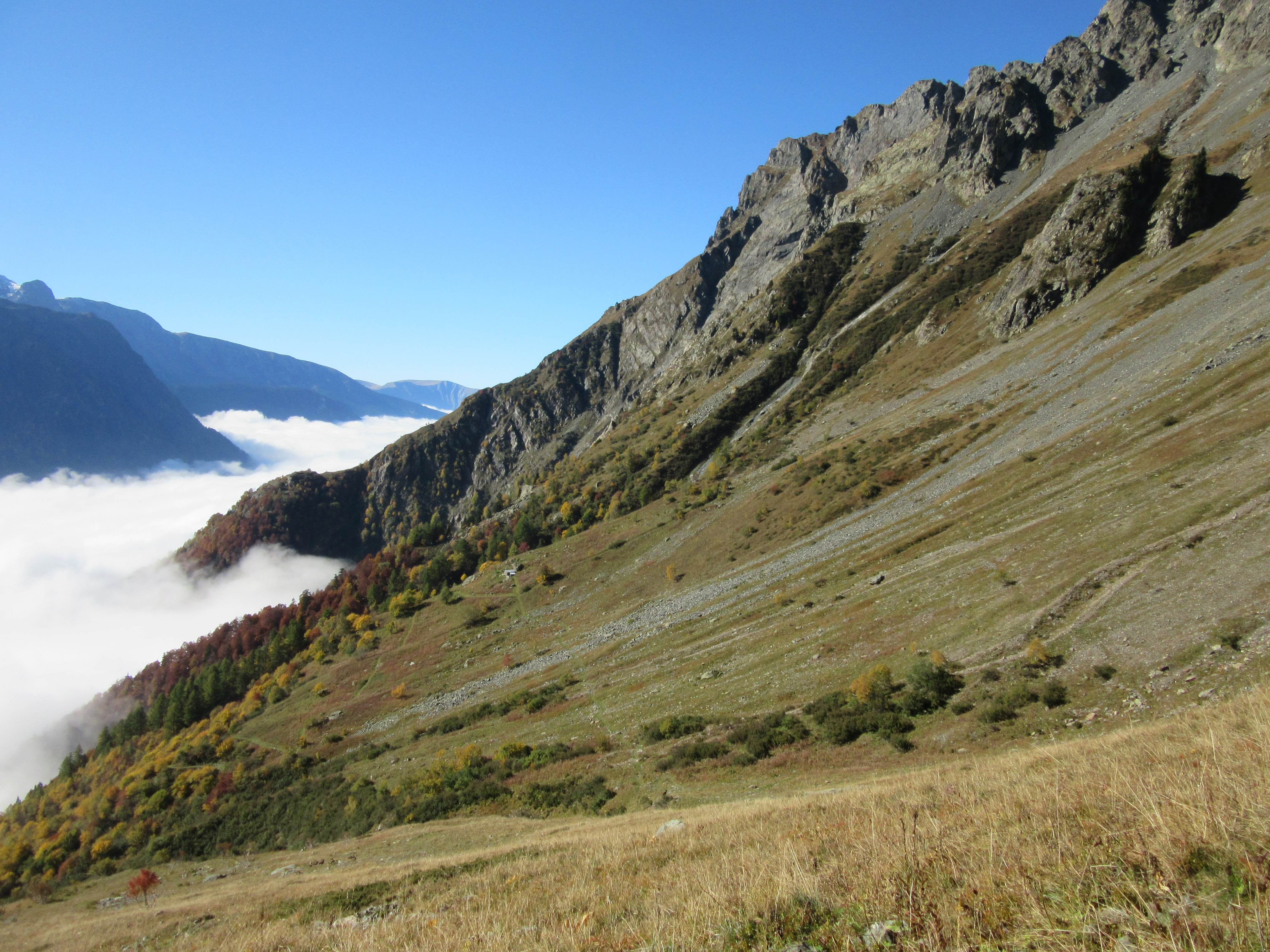
Petite Vaudaine, vue en direction du sud-ouest.
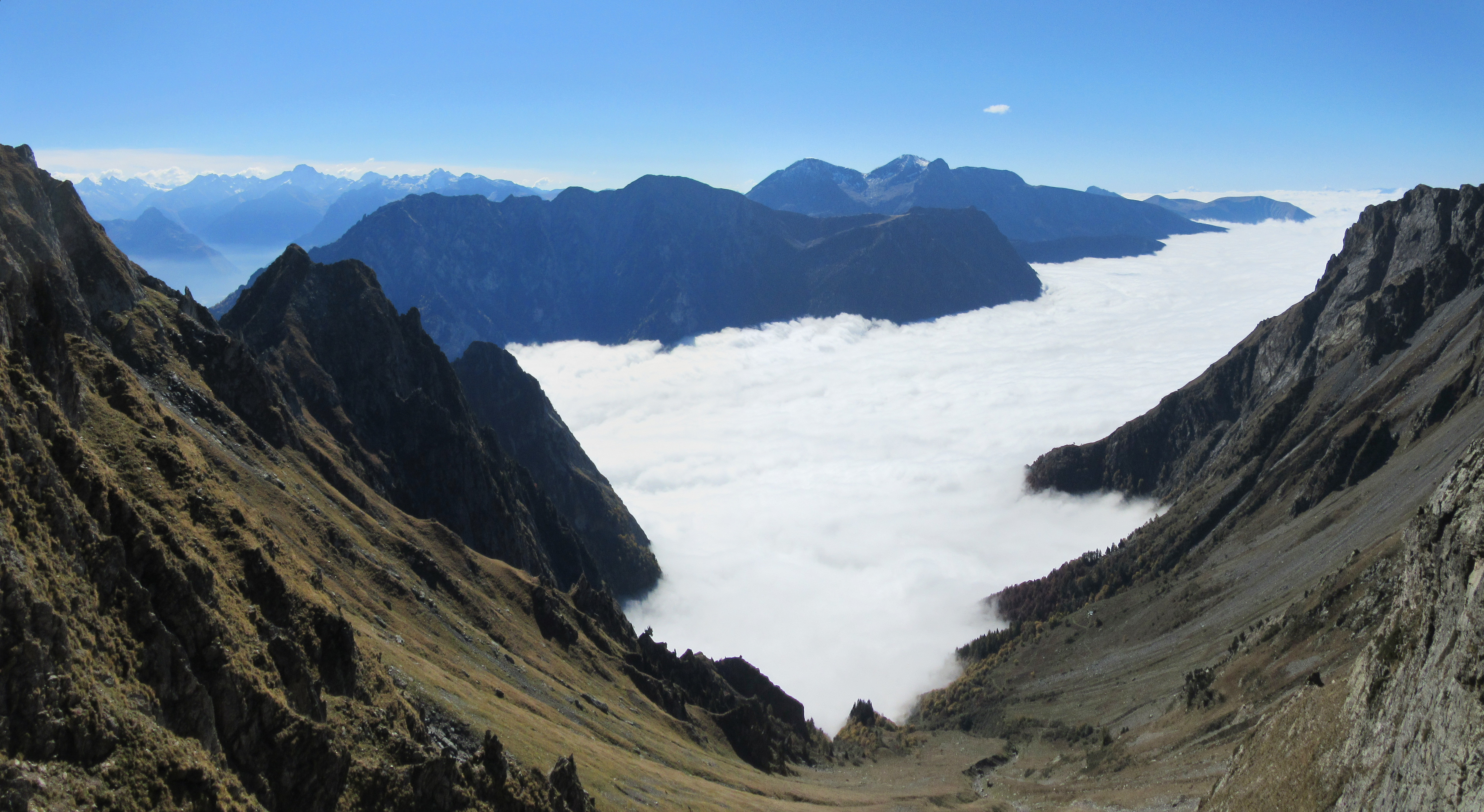
Petite Vaudaine vue du col de la Passure. En face, massif du Taillefer.
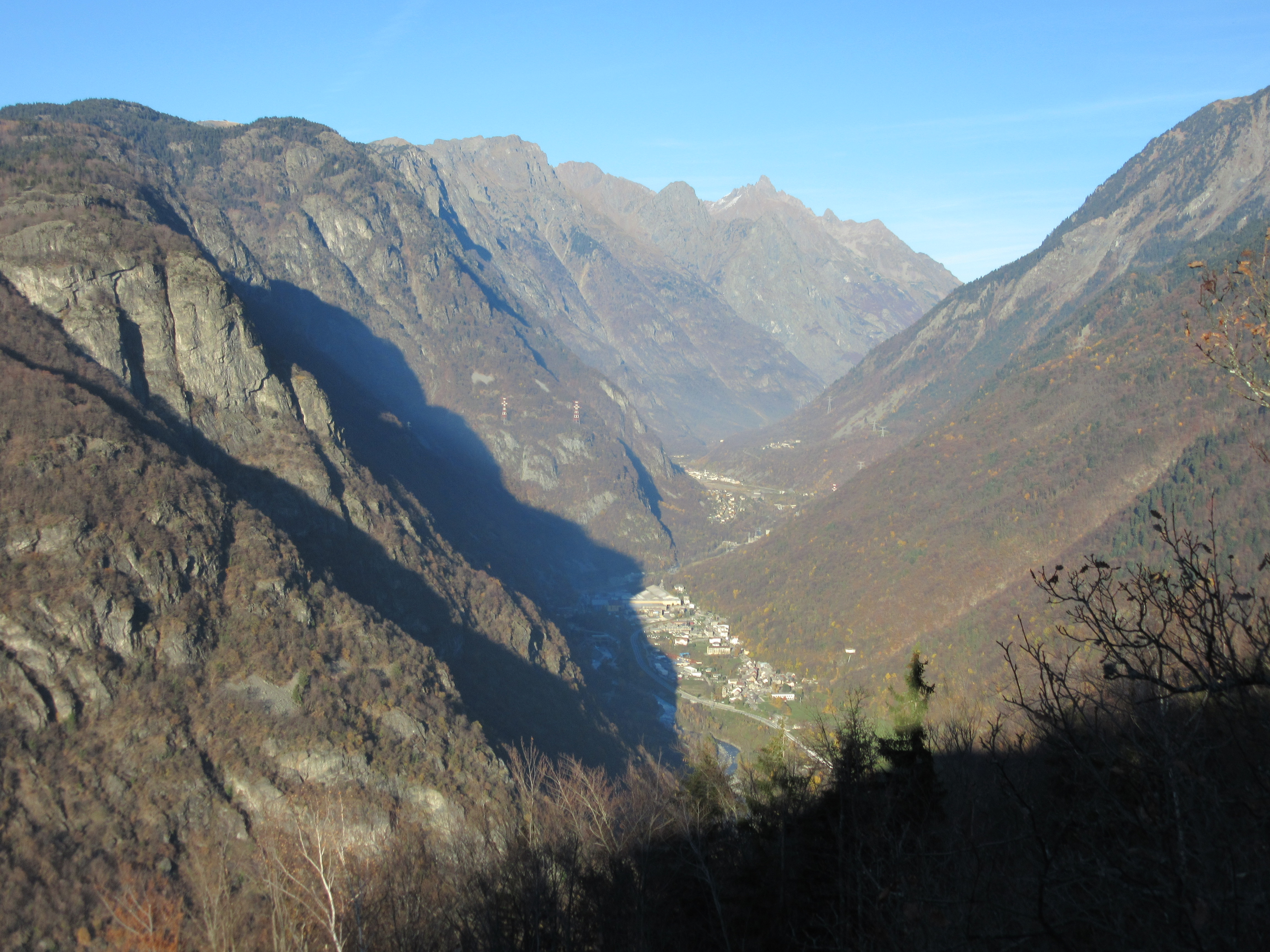
Vallée de la Romanche au niveau de Livet-et-Gavet.

### Sites géologiques remarquables
Le barrage naturel de l'Infernet et de Vaudaine, deux ruisseaux de Livet-et-Gavet, est un site géologique remarquable de 63,06 hectares. En 2014, ce site d'intérêt géomorphologique est classé « deux étoiles » à l'Inventaire du patrimoine géologique.
Le plateau du Taillefer étend ses prairies humides sur plusieurs kilomètres carrés et recèle de nombreux lacs, dont le lac Fourchu.
La chaîne de Belledonne, chaîne cristalline des Alpes, est un massif montagneux sauvage, peu parcouru et donc préservé.

### Communes limitrophes
| Chamrousse                      | Revel              | Allemond Le Bourg-d'Oisans |
| Séchilienne                     | Livet-et-Gavet     | Oulles                     |
| Saint-Barthélemy-de-Séchilienne | Lavaldens La Morte | Ornon                      |

### Climat
Pour des articles plus généraux, voir Climat d'Auvergne-Rhône-Alpes et Climat de l'Isère.
En 2010, le climat de la commune est de type climat de montagne, selon une étude du Centre national de la recherche scientifique s'appuyant sur une série de données couvrant la période 1971-2000. En 2020, Météo-France publie une typologie des climats de la France métropolitaine dans laquelle la commune est exposée à un climat de montagne ou de marges de montagne et est dans la région climatique  Alpes du nord, caractérisée par une pluviométrie annuelle de 1 200 à 1 500 mm, irrégulièrement répartie en été. 
Pour la période 1971-2000, la température annuelle moyenne est de 9,6 °C, avec une amplitude thermique annuelle de 18,6 °C. Le cumul annuel moyen de précipitations est de 1 252 mm, avec 10 jours de précipitations en janvier et 6,6 jours en juillet. Pour la période 1991-2020, la température moyenne annuelle observée sur la station météorologique de Météo-France la plus proche, « Chamrousse », sur la commune de Chamrousse à 3 km à vol d'oiseau, est de 5,8 °C et le cumul annuel moyen de précipitations est de 1 219,3 mm,. Pour l'avenir, les paramètres climatiques de la commune estimés pour 2050 selon différents scénarios d'émission de gaz à effet de serre sont consultables sur un site dédié publié par Météo-France en novembre 2022.

### Voies de communication et transports

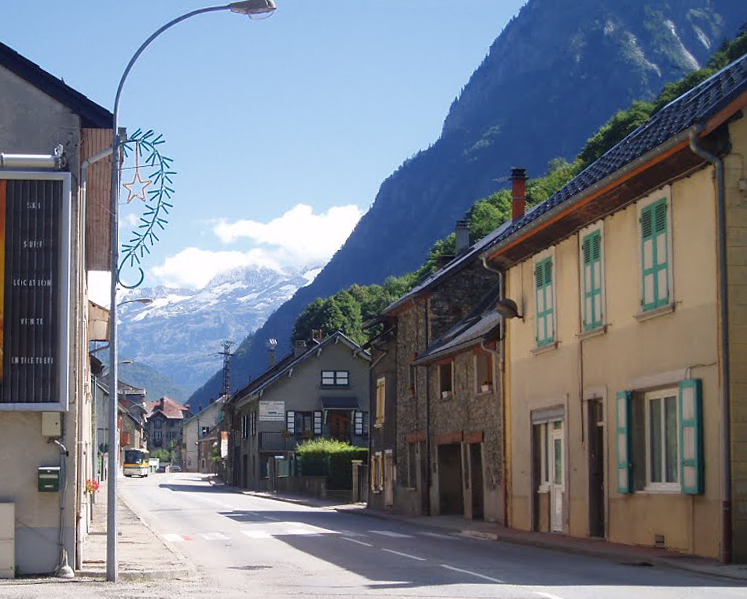
La RD 1091 à Livet.

La commune est traversée par la route départementale 1091 qui est un axe majeur d'accès à l'Oisans et au nord du département des Hautes-Alpes, notamment Briançon via le col du Lautaret.
La commune est desservie par la ligne T75 (Grenoble - Vizille - Le Bourg-d'Oisans) du réseau Cars Région Isère.

## Urbanisme

### Typologie
Au 1er janvier 2024, Livet-et-Gavet est catégorisée commune rurale à habitat dispersé, selon la nouvelle grille communale de densité à sept niveaux définie par l'Insee en 2022.
Elle est située hors unité urbaine. Par ailleurs la commune fait partie de l'aire d'attraction de Grenoble, dont elle est une commune de la couronne,. Cette aire, qui regroupe 204 communes, est catégorisée dans les aires de 700 000 habitants ou plus (hors Paris),.

### Occupation des sols
L'occupation des sols de la commune, telle qu'elle ressort de la base de données européenne d’occupation biophysique des sols Corine Land Cover (CLC), est marquée par l'importance des forêts et milieux semi-naturels (96,9 % en 2018), une proportion sensiblement équivalente à celle de 1990 (97 %). La répartition détaillée en 2018 est la suivante : forêts (64,9 %), espaces ouverts, sans ou avec peu de végétation (16,8 %), milieux à végétation arbustive et/ou herbacée (15,2 %), zones urbanisées (1,8 %), prairies (1,3 %). L'évolution de l’occupation des sols de la commune et de ses infrastructures peut être observée sur les différentes représentations cartographiques du territoire : la carte de Cassini (XVIIIe siècle), la carte d'état-major (1820-1866) et les cartes ou photos aériennes de l'IGN pour la période actuelle (1950 à aujourd'hui).

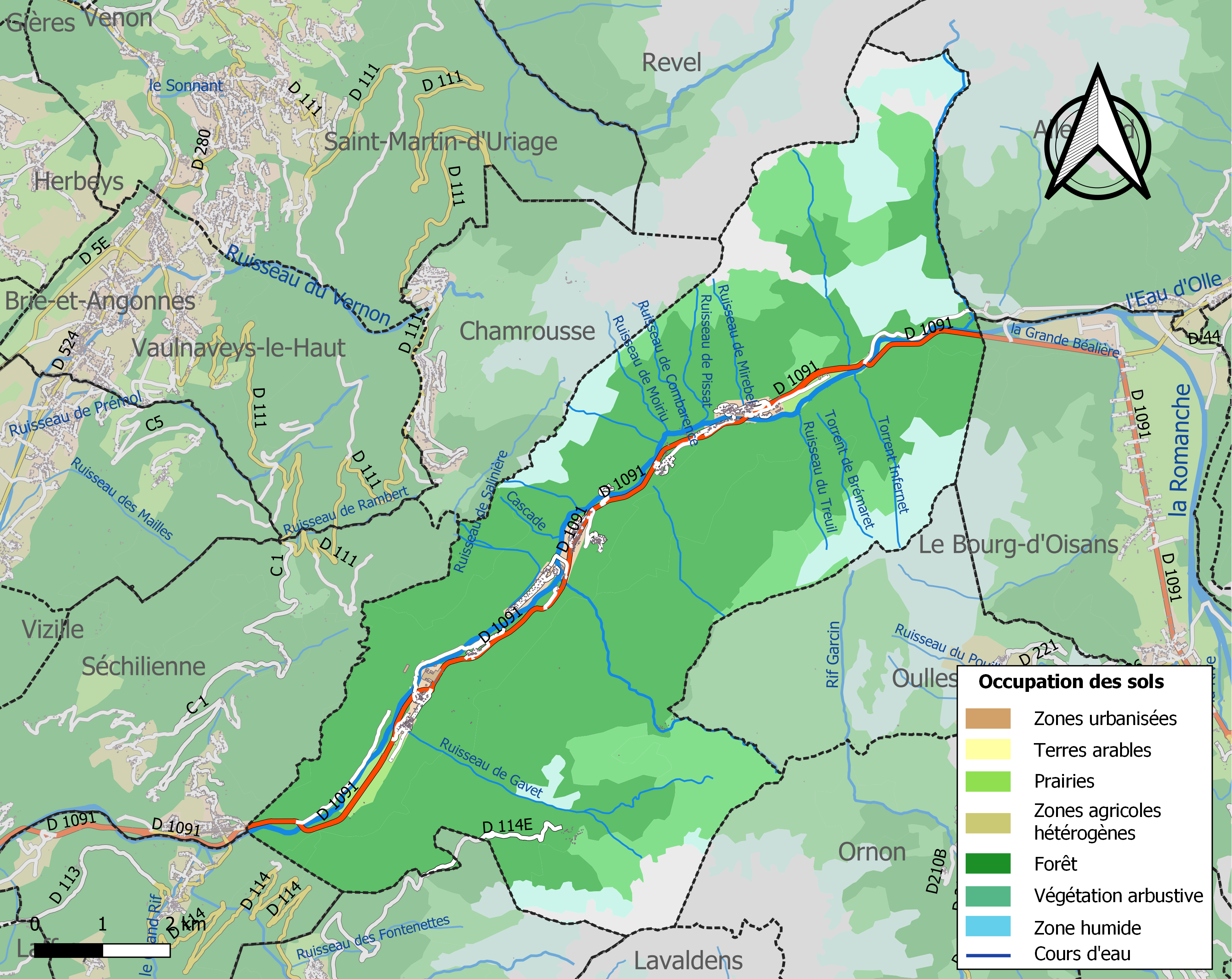
Carte des infrastructures et de l'occupation des sols de la commune en 2018 (CLC).

### Lieux-dits
Les trois villages principaux qui composent la commune de Livet-et-Gavet sont :
- Livet, village en amont (proche du Bourg-d'Oisans) ;
- Rioupéroux, village central ;
- Gavet, village aval (proche de Vizille).

La topographie du site a conduit à la formation de plusieurs hameaux :
- Les Clavaux ;
- La Salinière ;
- Les Clots ;
- Les Ponants ;
- Les Roberts ;
- Le Poursollet.

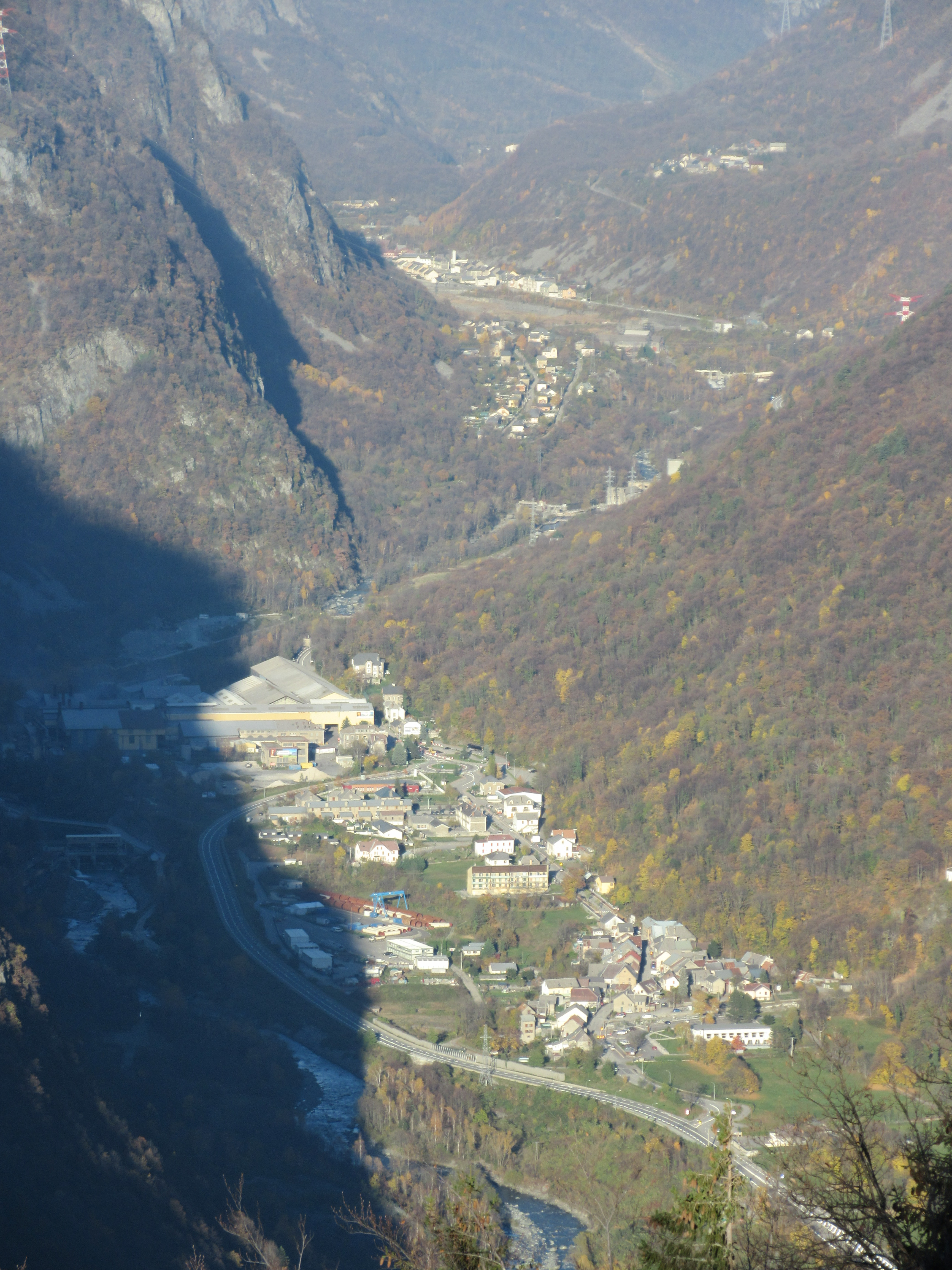
Livet-et-Gavet. De bas en haut : villages de Gavet, Salignière, Rioupéroux et Les Clots (en hauteur).
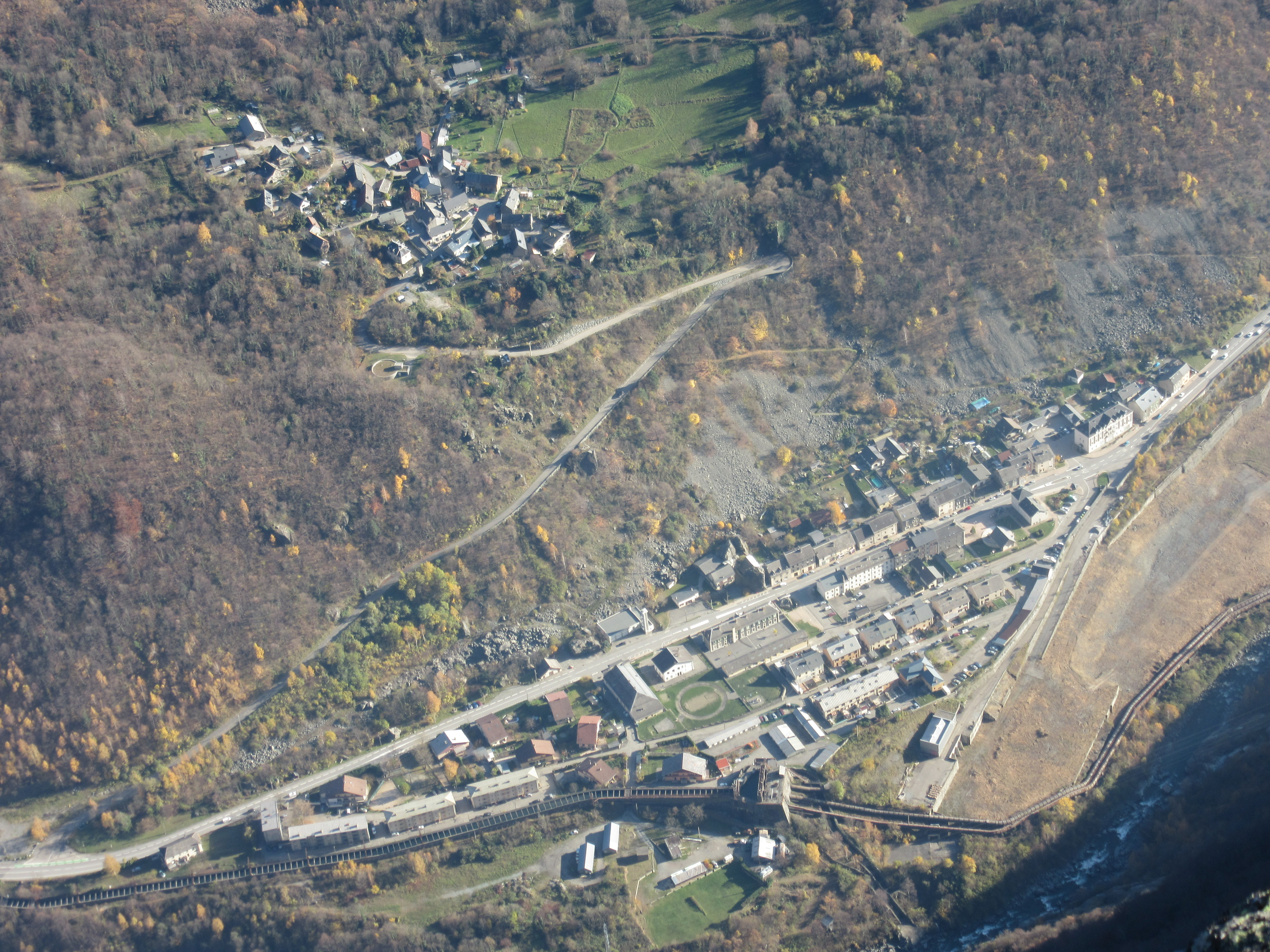
Rioupéroux et Les Clots (au-dessus) vus du rocher de l'Homme.
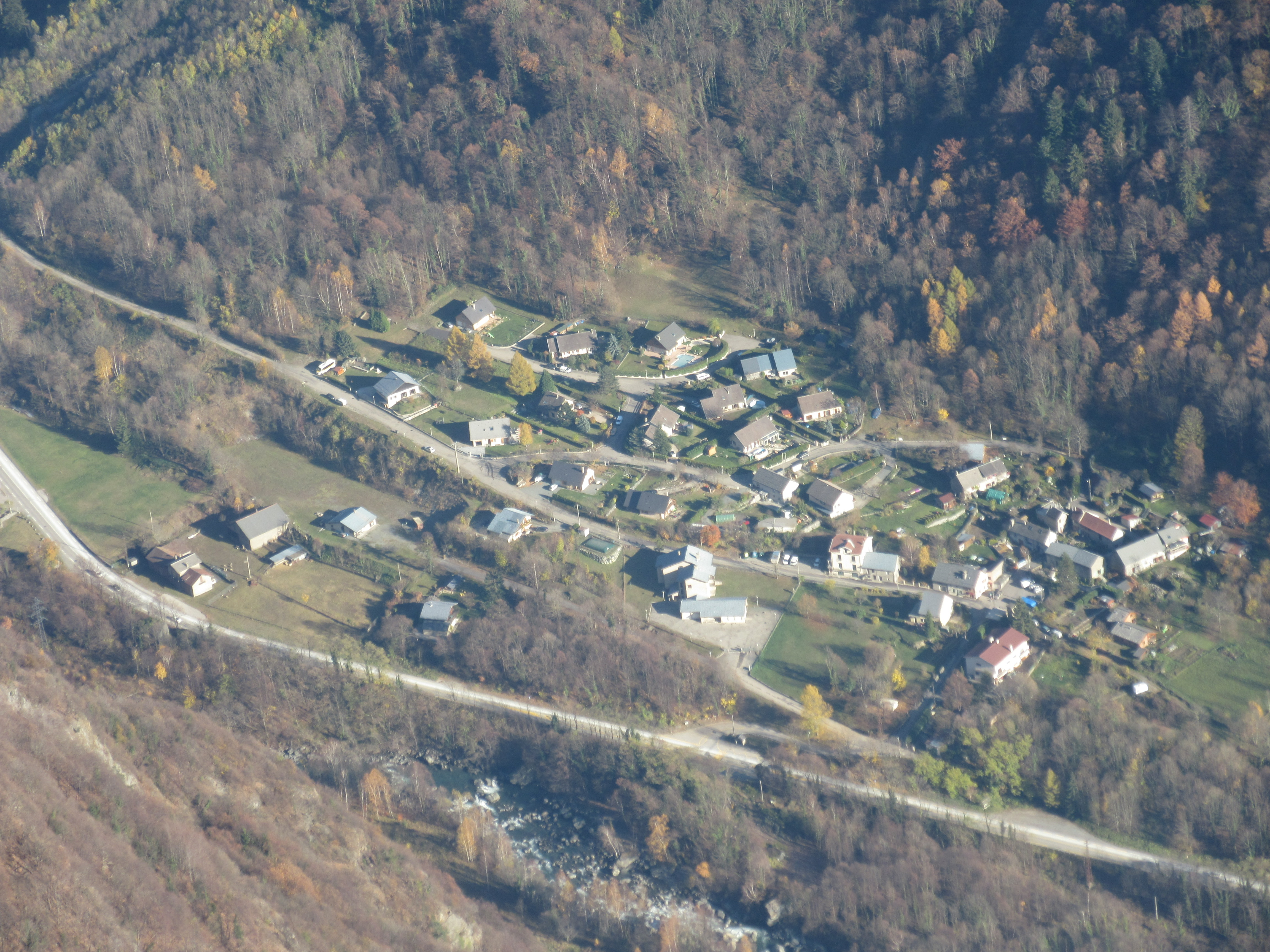
Hameau des Roberts (Livet-et-Gavet) vu du Rocher de l'Homme.
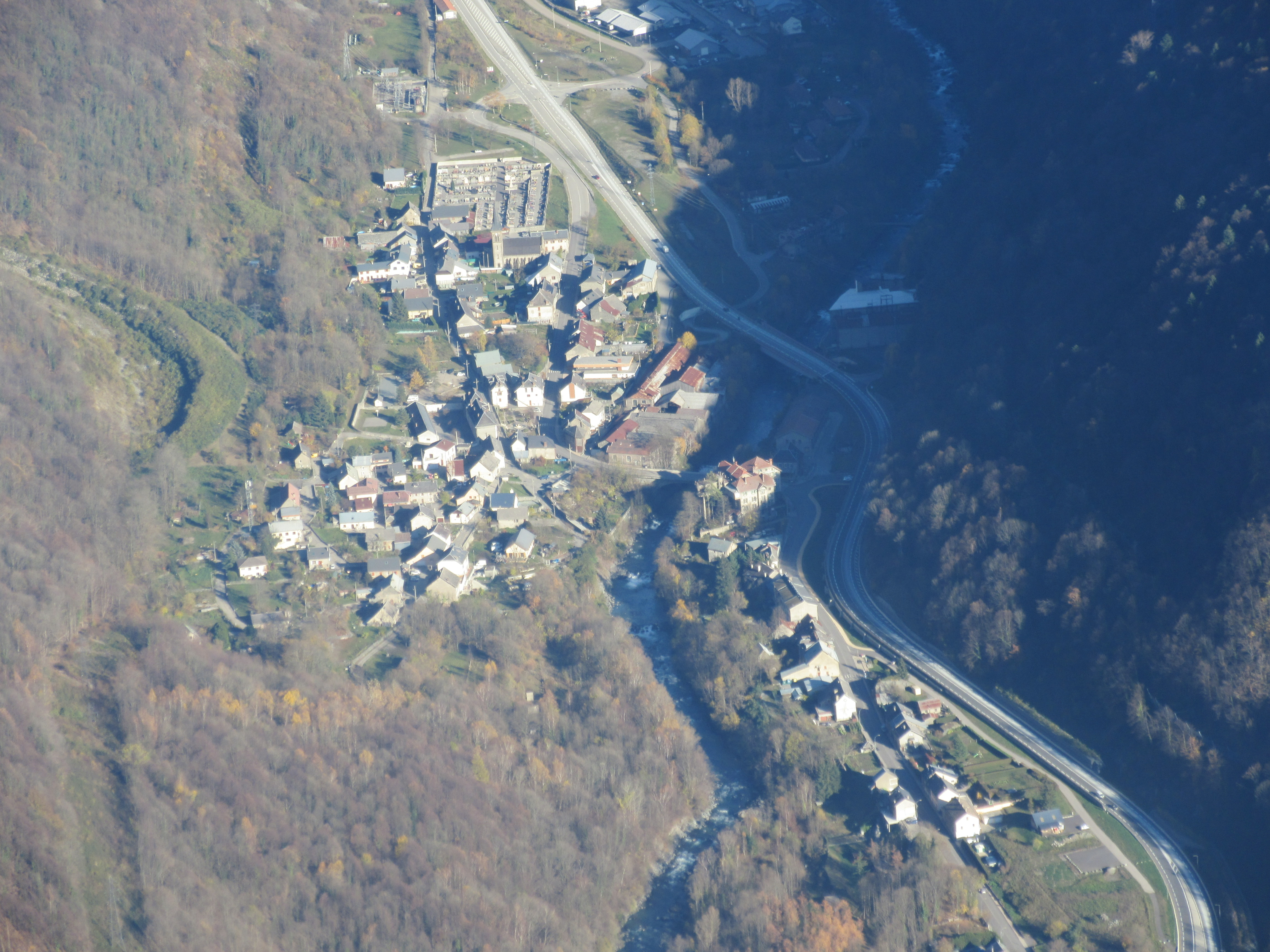
Livet vu du rocher de l'Homme.

### Risques naturels et technologiques

#### Risques sismiques
L'ensemble du territoire de la commune de Livet-et-Gavet est situé en zone de sismicité n°3 (sur une échelle de 1 à 5), non loin la zone n°4 qui se situe au centre du département de l'Isère (vers Vizille et Grenoble).
| Type de zone | Niveau            | Définitions (bâtiment à risque normal) |
| ------------ | ----------------- | -------------------------------------- |
| Zone 3       | Sismicité modérée | accélération= 1,1 m/s2                 |

## Toponymie
Le village de Livet est attesté sous la forme Linet sur des vieilles cartes de France à Florence.[réf. nécessaire]

## Histoire

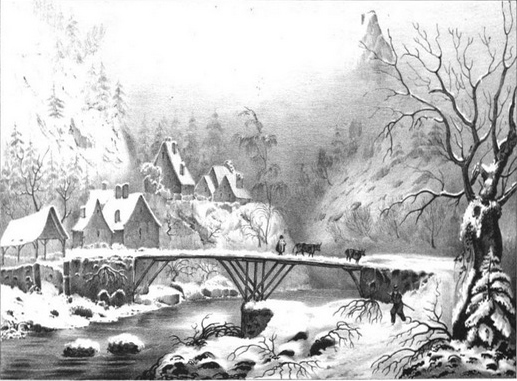
Livet au XIXe siècle illustrée par Victor Cassien (1808-1893).

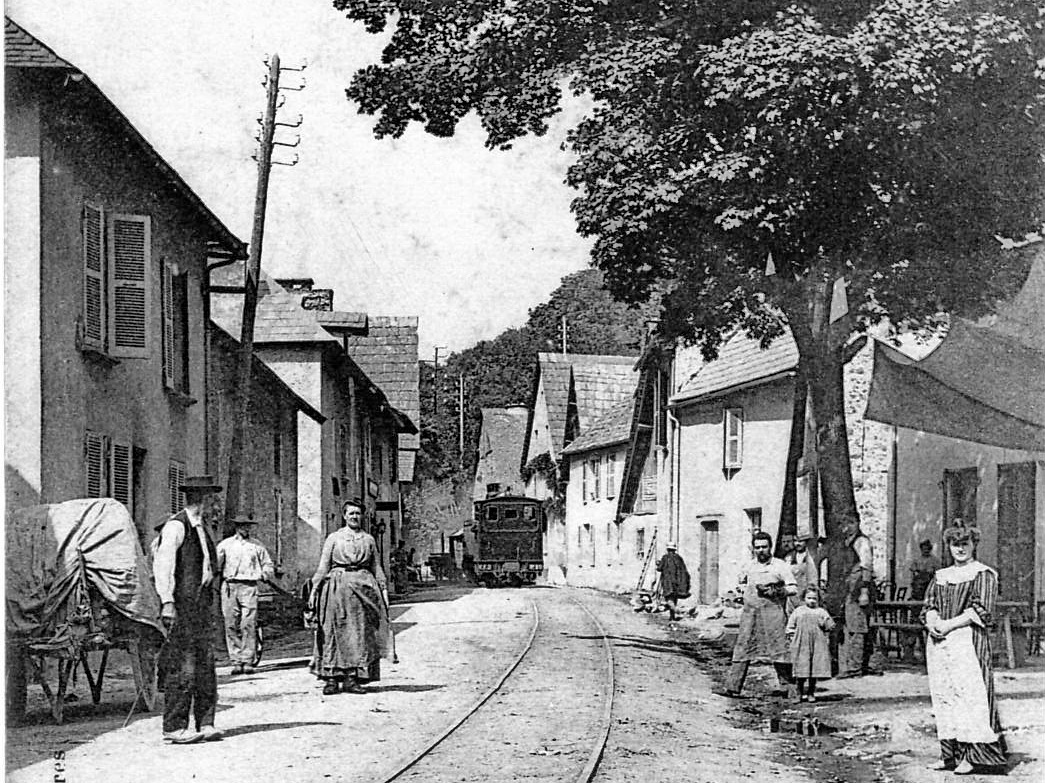
La rue principale de Gavet au tout début du XXe siècle, avec une rame des VFD.

La commune a été créée entre 1790 et 1794, par la fusion de Livet et Gavet. En 1909, le chef-lieu de la commune fut transféré de Livet à Rioupéroux, situé entre les deux villages.
Véritable cité industrielle durant le XXe siècle, créée en grande partie par Charles-Albert Keller, très riche passé industriel avec des papeteries, vaste production hydroélectrique et industrie de métallurgie et sidérurgie, elle était alors desservie par la ligne de Jarrie au Bourg-d'Oisans, une ligne de chemin de fer secondaire à voie métrique exploitée par les Voies ferrées du Dauphiné (VFD) de 1894 à 1946. Le chimiste suisse Jaubert y établit notamment vers 1905 une usine d'oxylithe, pour la fabrication des masques à gaz.
La Résistance a été très forte et meurtrière dans l'Oisans et particulièrement dans la vallée de la Romanche, cette vallée est un accès principal et stratégique pour se rendre en Italie, les usines tournaient à plein régime pour fournir des obus afin d'alimenter les champs de bataille. Le maquis de l'Oisans a lutté sans relâche au cœur de ces montagnes et résiste aux attaques ennemies. Un monument sur le pont de l'Infernet à Livet rend hommage à ces hommes et femmes morts pour leur pays.
Une cérémonie se déroule chaque année début juin au monument de l'Infernet, à proximité du village de Livet, réunissant de nombreuses personnalités, maires, préfet de l'Isère, combattants, anciens combattants…[réf. nécessaire]
Puis au XXe siècle se sont développées autour de la Romanche plusieurs centrales hydroélectriques ce qui a généré non seulement beaucoup d'emplois mais aussi toute une cité industrielle avec des chemins de fer, des logements, des écoles, des parcs, un cinéma…
À la fin de l'ère industrielle, les usines ferment les unes après les autres, ce qui a laissé des vestiges aux alentours de la Romanche. Puis le chemin de fer est devenu une route nationale et la population connut un lent déclin.

## Politique et administration

### Liste des maires
| Période                                  | Période  | Identité       | Étiquette | Qualité  |
| ---------------------------------------- | -------- | -------------- | --------- | -------- |
|                                          |          | Jean Fiat      | …         |          |
| 1947                                     | 1995     | Abel Maurice   | …         | Retraité |
| 1995                                     | 2008     | Claude Ravier  | …         | Retraité |
| 2008                                     | En cours | Gilbert Dupont | DVD       | Retraité |
| Les données manquantes sont à compléter. |          |                |           |          |

## Population et société

### Démographie
Les habitants sont appelés Livetons (Livetones), Rioupéruchons (Rioupéruchonnes) ou Gavetons (Gavetones).
L'évolution du nombre d'habitants est connue à travers les recensements de la population effectués dans la commune depuis 1793. Pour les communes de moins de 10 000 habitants, une enquête de recensement portant sur toute la population est réalisée tous les cinq ans, les populations de référence des années intermédiaires étant quant à elles estimées par interpolation ou extrapolation. Pour la commune, le premier recensement exhaustif entrant dans le cadre du nouveau dispositif a été réalisé en 2005.

En 2022, la commune comptait 1 258 habitants, en évolution de −3,53 % par rapport à 2016 (Isère : +3,07 %, France hors Mayotte : +2,11 %).
| 1793 | 1800 | 1806  | 1821  | 1831  | 1836  | 1841  | 1846  | 1851  |
| ---- | ---- | ----- | ----- | ----- | ----- | ----- | ----- | ----- |
| 560  | 781  | 1 069 | 1 150 | 1 214 | 1 377 | 1 327 | 1 300 | 1 215 |

| 1856  | 1861 | 1866 | 1872 | 1876  | 1881  | 1886  | 1891  | 1896  |
| ----- | ---- | ---- | ---- | ----- | ----- | ----- | ----- | ----- |
| 1 008 | 939  | 924  | 988  | 1 001 | 1 187 | 1 252 | 1 301 | 1 413 |

| 1901  | 1906  | 1911  | 1921  | 1926  | 1931  | 1936  | 1946  | 1954  |
| ----- | ----- | ----- | ----- | ----- | ----- | ----- | ----- | ----- |
| 1 761 | 2 070 | 2 343 | 2 009 | 2 412 | 2 702 | 2 652 | 2 657 | 3 153 |

| 1962  | 1968  | 1975  | 1982  | 1990  | 1999  | 2005  | 2006  | 2010  |
| ----- | ----- | ----- | ----- | ----- | ----- | ----- | ----- | ----- |
| 2 735 | 2 322 | 2 123 | 1 853 | 1 447 | 1 365 | 1 354 | 1 347 | 1 226 |

| 2015  | 2020  | 2022  | - | - | - | - | - | - |
| ----- | ----- | ----- | - | - | - | - | - | - |
| 1 296 | 1 269 | 1 258 | - | - | - | - | - | - |

La baisse de la population depuis les années 1960 s'explique par la désindustrialisation observée dans cette vallée, à l'image de nombreuses autres vallées alpines.

### Enseignement
La commune est rattachée à l'académie de Grenoble. Elle dispose d'une école primaire et d'une école maternelle.

### Médias
Historiquement, le quotidien régional Le Dauphiné libéré consacre, chaque jour, y compris le dimanche, dans son édition de Romanche et Oisans, un ou plusieurs articles à l'actualité du canton et de la communauté de communes, quelquefois de la commune, ainsi que des informations sur les éventuelles manifestations locales.
La commune est située sur l'aire de diffusion de radio Ici Isère, une radio publique qui émet sur tout le territoire du département de l'Isère.

### Cultes
- Église de Livet (catholique).

- La chapelle de Rioupéroux

- La mosquée de Rioupéroux[23]

## Économie

### Développement
Livet-et-Gavet est une commune du département de l'Isère habitée depuis les temps antiques, passage presque obligé pour traverser les Alpes.
Au XXe siècle, plusieurs centrales hydroélectriques et usines sont créées le long de la Romanche entraînant la création de nombreux emplois et le développement d'une cité industrielle avec logements, chemins de fer, cinéma, écoles, parcs. La commune connaît son apogée économique entre les années 1920 et 1950.
À la fin des années 1970, les usines ferment une à une, laissant de nombreuses friches industrielles le long de la Romanche. La ligne de Jarrie au Bourg-d'Oisans ferme et la population subit un lent déclin. En même temps, les stations de ski internationales se développent, laissant pour compte ce territoire pour de nombreuses années.
À partir des années 1980, la commune, avec le soutien de l'État, du conseil régional et du conseil départemental de l'Isère, entreprend une mutation économique. Ainsi un musée est créé pour valoriser l'histoire de la vallée de la Romanche. La route d'accès à la commune est élargie. Des déviations routières de contournement de Gavet et de Livet permettent de désengorger les centres-villes ; la commune fournit également des efforts importants d'embellissement.
Les usines, comme Pechiney à Gavet, devenu FerroPEM, réussissent leur diversification et leur modernisation pour rester compétitives, même si des craintes pèsent sur l'avenir de l'usine de production de silicium des Clavaux.

### Services
La commune dispose d'un médecin, d'un dispensaire, d'une poste, d'une caserne de sapeurs-pompiers, d'une ancienne gendarmerie, d'un club du 3e âge et d'une bibliothèque.
On y trouve aussi des commerces tels qu'une alimentation, un kebab (La Liberta), un restaurant (Le Taillefer).

### Hydroélectricité

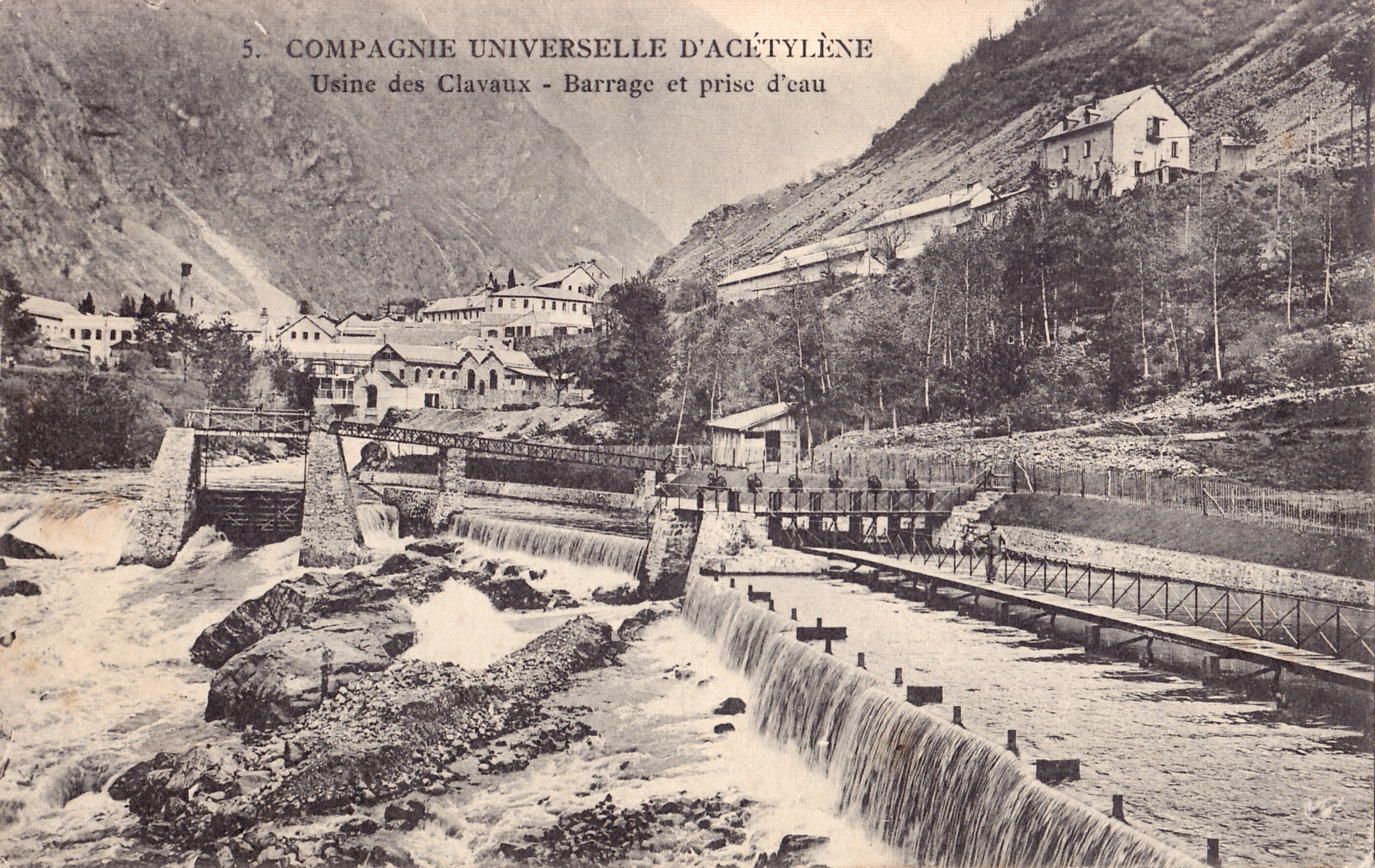
La prise d'eau de la Romanche, au début du XXe siècle, qui fournissait l'énergie de l'usine des Clavaux de la Compagnie universelle d'acétylène.

Depuis la fin du XIXe siècle, six centrales produisent de l'électricité à partir de l'énergie hydraulique fournie par la Romanche :
- 1898-1905 - les centrales de Livet I et II ;
- 1918 - la centrale des Vernes, classée au titre des monuments historiques depuis 1994 ;
- 1915 - la centrale des Roberts ;
- 1917 - la centrale de Rioupéroux ;
- 1905-1931 - la centrale des Clavaux ;
- 1924 - la centrale de Pierre-Eybesse.

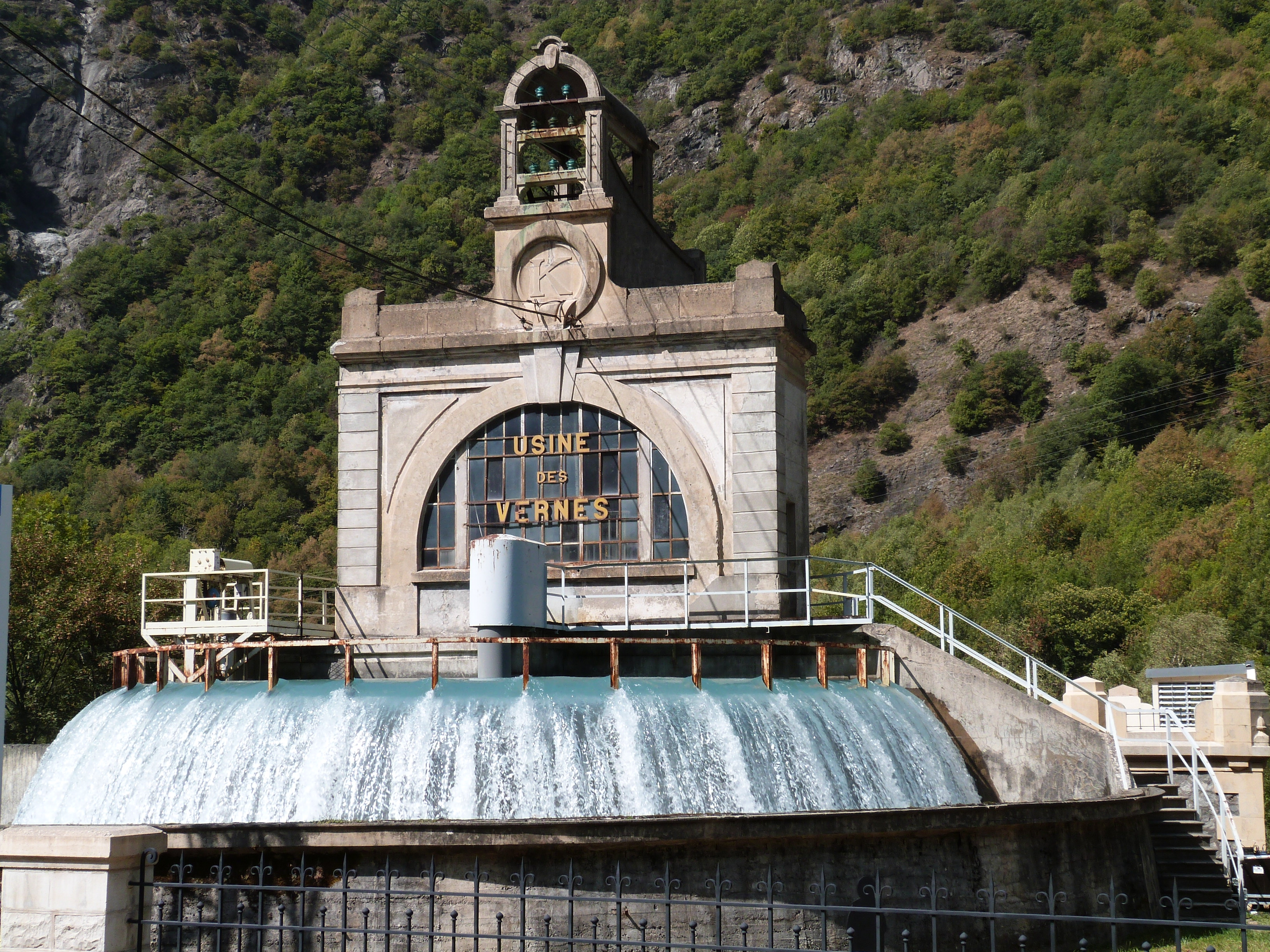
Centrale des Vernes.

En octobre 2020, la centrale hydroélectrique de Romanche Gavet est mise en service après une dizaine d'années de chantier. Ce projet à 400 millions d'euros permet de remplacer les six anciennes usines par une centrale moderne souterraine de 97 MW située à Gavet. Cette centrale est reliée par un tunnel de 9,3 km au barrage-prise d'eau de Livet.
À l'horizon 2024, trois des six anciennes centrales électriques seront détruites. Ces sites seront réaménagés de façon à développer l’activité touristique verte sur la commune de Livet-et-Gavet : voie verte reliant Vizille au Bourg-d'Oisans, pratique des sports en eau vive, etc.
Une réflexion sur la valorisation du patrimoine industriel de la vallée est en cours, portée par l'association Patrimoine d'avenir.

## Culture locale et patrimoine

### Lieux et monuments
- L'église Saint-Antoine à Livet et ses vitraux ont été labellisés Patrimoine en Isère[31].

Église Saint Antoine
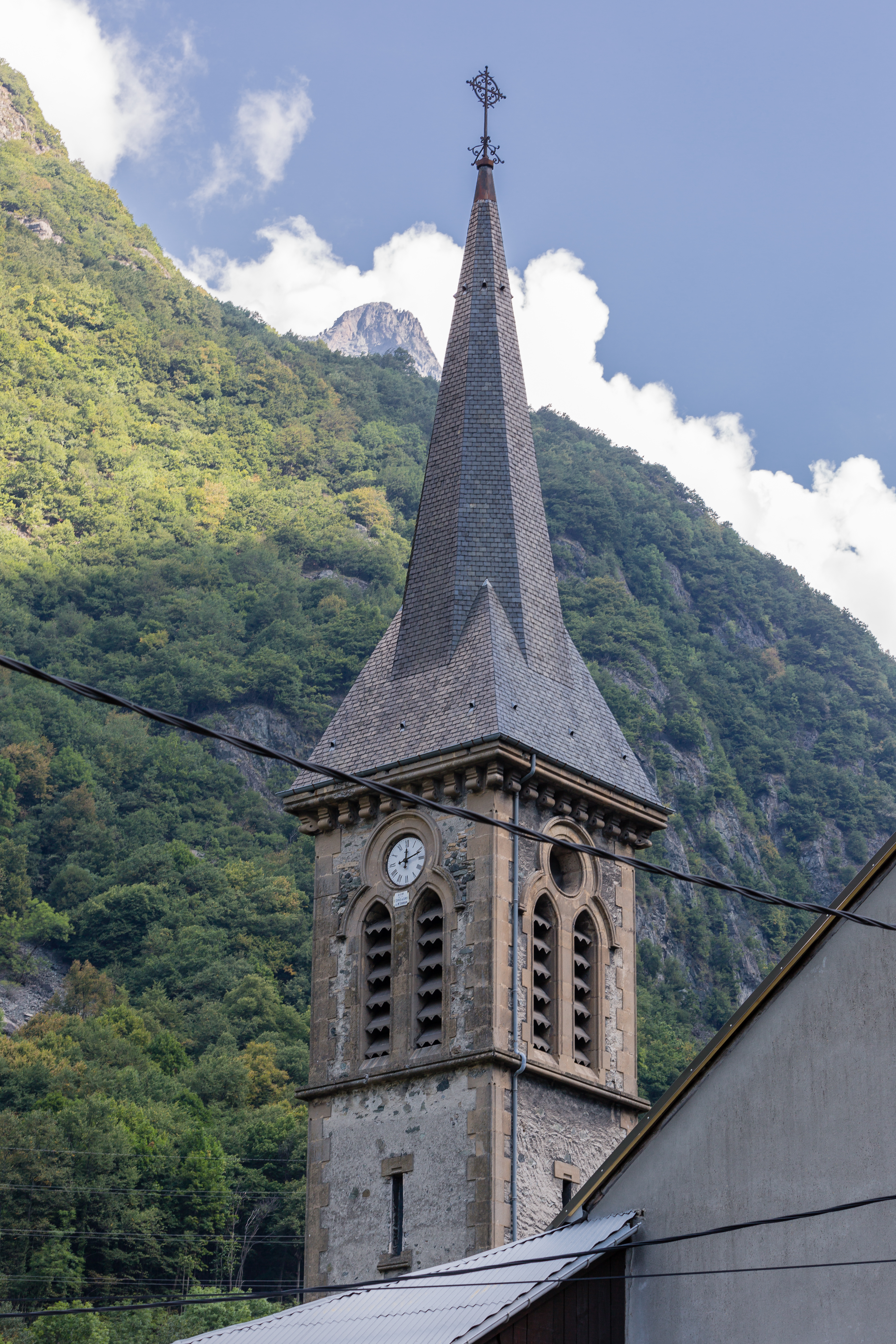
Le clocher.
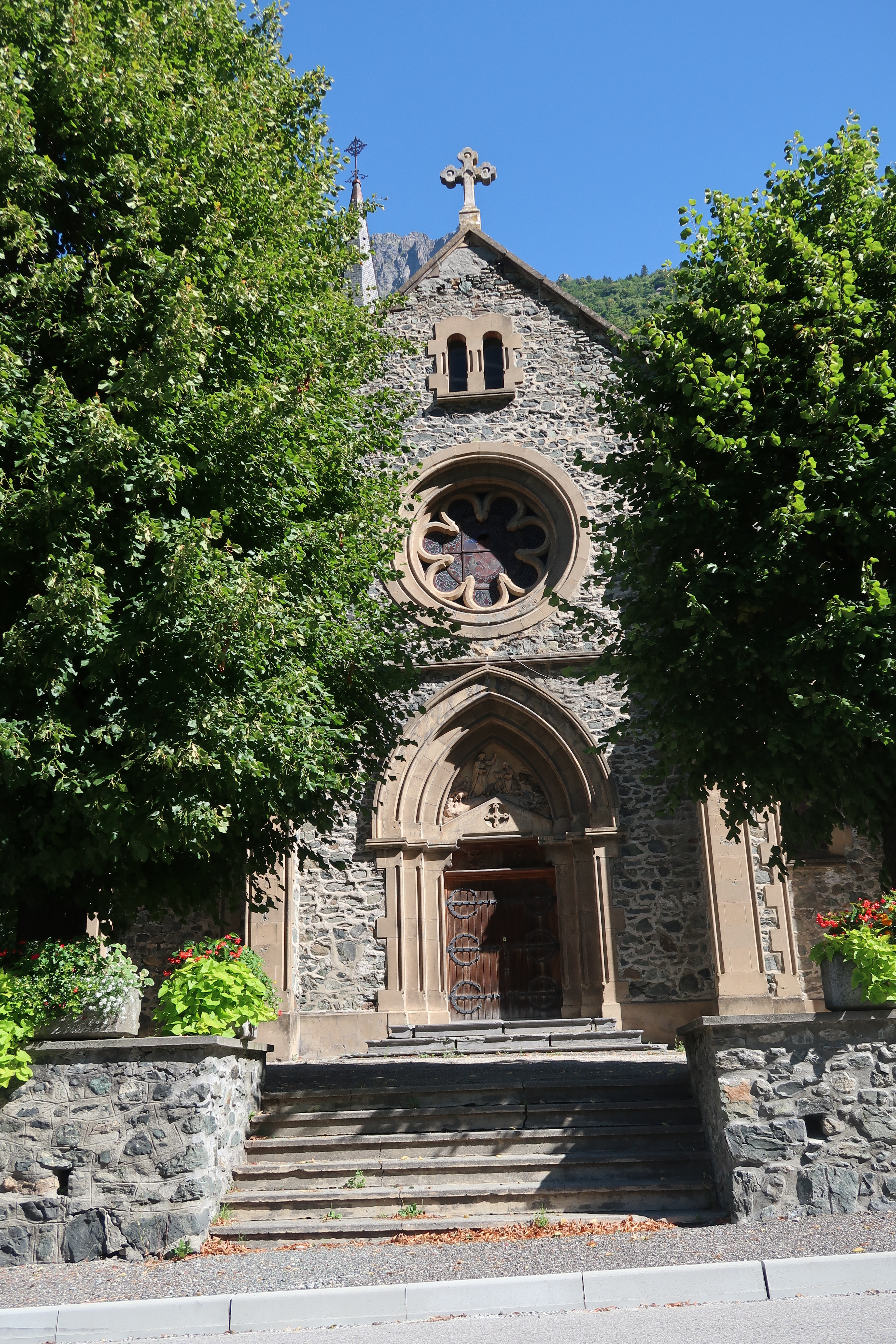
La façade.

- La Centrale des Vernes, à Livet, est une centrale hydroélectrique construite par Charles-Albert Keller entre 1917 et 1918, encore en activité, alliant performance et esthétique, classée au titre des monuments historiques par arrêté du 2 septembre 1994[32] (seule centrale hydroélectrique en France classée) et labellisée « Patrimoine du XXe siècle » de l'Isère en 2003.
- Curiosité : Tête de Louis XVI à Rioupéroux, imposant rocher en forme de tête au bord de la RD 1091.
- Le pavillon Keller est la maison sur pilotis de Charles Albert Keller, labellisé Patrimoine en Isère et conçue par les architectes Jean Benoit et Marius Jean Bonnat. Une partie de la maison est construite en pierre : elle est haute de quatre étages et dotée d'un toit à pans coupés, typique du début du XXe siècle ; elle porte l'inscription « Établissements Keller et Leleux ». La seconde partie de la maison est construite en béton armé sur de grands pilotis et en position dominante au-dessus de la Romanche ; elle contenait le bureau de Charles-Albert Keller, depuis lequel il pouvait observer l'ensemble de ses ateliers et usines situés de part et d'autre de la rivière[31].
- Centrale EDF de Bâton (limitrophe avec la commune d'Allemond): Usine hydroélectrique construite dans la roche au début du XXe siècle.
- Le mémorial du maquis de l'Oisans, à Livet, au bord de la route départementale 1091.
- La passerelle himalayenne des gorges de la Romanche

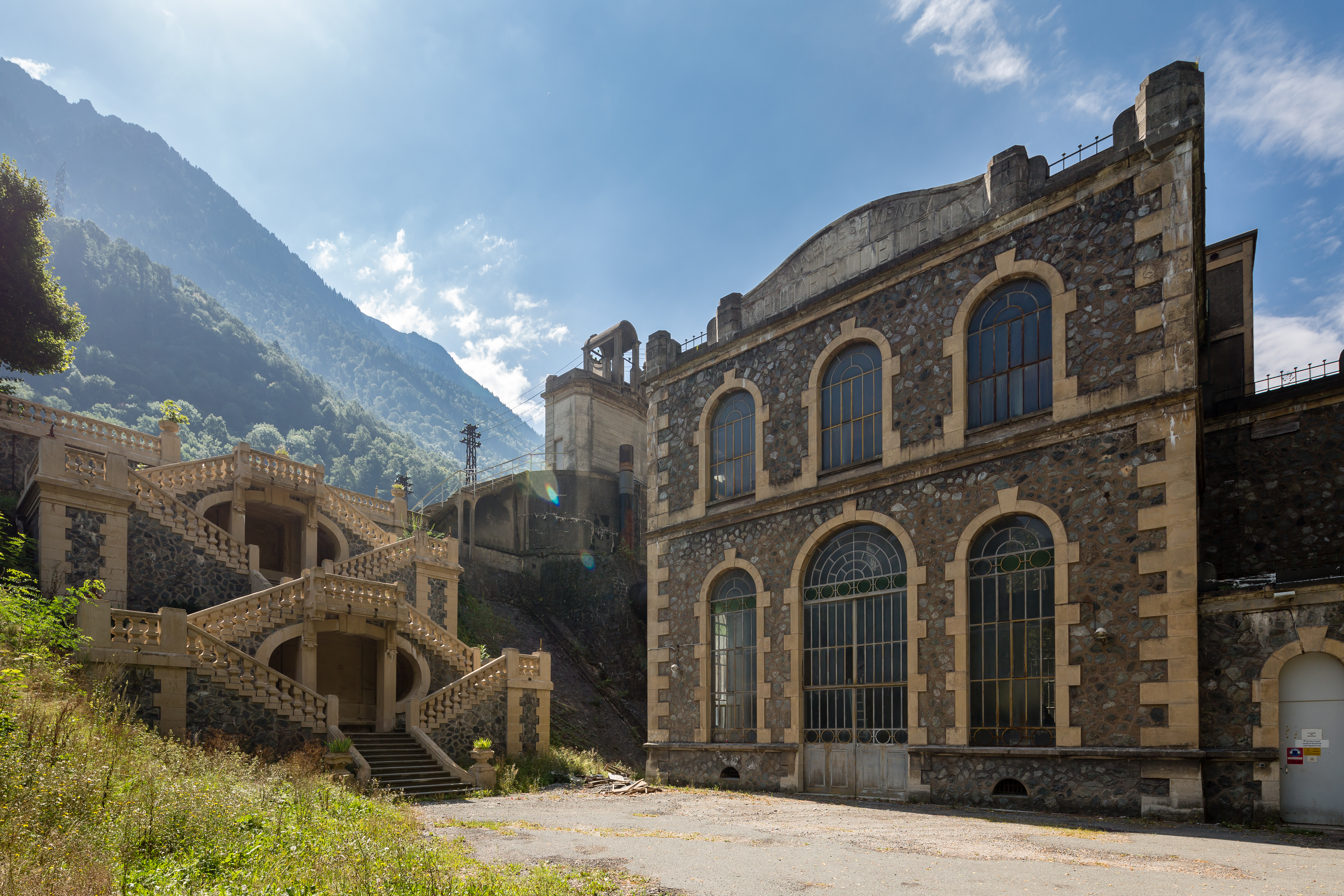
La centrale hydroélectrique des Vernes.
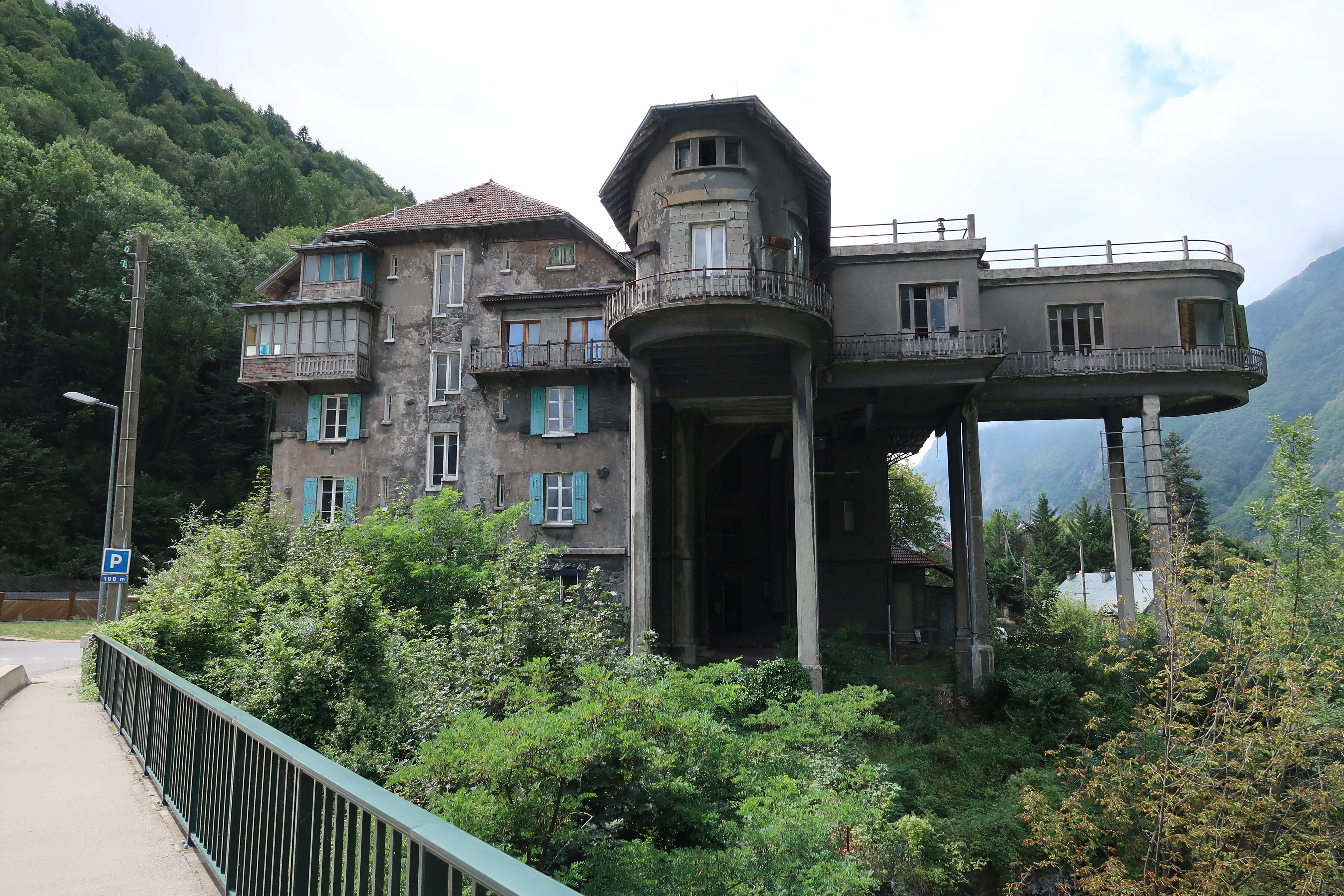
Le pavillon Keller.

### Patrimoine culturel

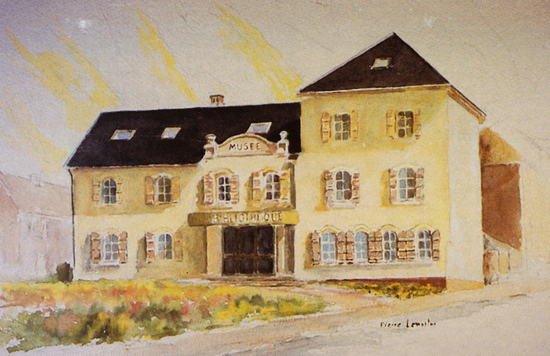
Le musée de la Romanche.

Le musée de la Romanche se trouve à Rioupéroux.

### Personnalités liées à la commune
- Charles Albert Keller : fondateur d'un empire industriel dans la vallée de la Romanche, il a su utiliser la force de l'eau de la Romanche pour alimenter les nombreuses centrales hydroélectriques de la vallée, mais aussi alimenter la Ville de Grenoble pour la première fois en transport d'électricité.

### Films tournés dans la commune
Les Rivières pourpres, thriller policier français de Mathieu Kassovitz sorti en 2000, avec comme acteurs principaux Jean Reno, Vincent Cassel, Nadia Farès, Dominique Sanda, Karim Belkhadra.
Des scènes ont été tournées à Livet dans l'ancienne maison de Charles Albert Keller.
Loin du périph, comédie policière française de Louis Leterrier, sorti en 2022, avec comme acteurs principaux Omar Sy, Laurent Lafitte, Izïa Higelin.

### Héraldique
| Blason à dessiner | Blason  | Écartelé en sautoir : au 1er d'azur au soleil d'or, au 2d de gueules au dauphin cousu* de sinople, au 3e de gueules au cerf passant cousu* de sinople, au 4e d'azur à la branche de houx de sinople et à l'épée d'or brochante ; à deux quintefeuilles de pourpre brochant sur les traits de partition du 1er. |
| Blason à dessiner | Détails | * Ces armes emploient le terme « cousu » dans le seul but de contrevenir à la règle de contrariété des couleurs : elles sont fautives : sinople sur gueules. Le statut officiel du blason reste à déterminer.                                                                                                  |